# Archive of the Indigenous Languages of Latin America
L'Archive of the Indigenous Languages of Latin America (AILLA) és un dipòsit digital ubicat a LLILAS Benson Latin American Studies and Collections de la Universitat de Texas a Austin. AILLA és un arxiu lingüístic digital dedicat a la digitalització i conservació de dades primàries, com ara notes de camp, textos, enregistraments d'àudio i vídeo, en o sobre llengües indígenes llatinoamericanes. Els fons d'AILLA estan disponibles a Internet i estan oberts al públic sempre que es compleixin els problemes de privadesa i propietat intel·lectual. AILLA té portals d'accés en anglès i castellà; totes les metadades estan disponibles en ambdós idiomes, així com en idiomes indígenes sempre que sigui possible.

## Vanishing Voices (veus que s'esvaeixen)
En aquesta era dels mitjans de comunicació mundial, cada vegada hi ha més llengües indígenes substituïdes per llengües globals com l'espanyol, l'anglès i el portuguès. Freqüentment, els enregistraments fets per investigadors com lingüistes, antropòlegs i etnomusicòlegs, i per membres i parlants de la comunitat, són l'únic registre d'aquestes llengües. Aquests enregistraments poden emmagatzemar-se a oficines de la universitat o a cases particulars on no siguin accessibles per a altres persones. AILLA ofereix una llar permanent per a aquests enregistraments amb l'objectiu de posar-los a disposició dels altaveus i de la resta del món a través d'Internet.

## Arxiu
Actualment, la col·lecció conté aproximadament 7.500 hores de materials d'àudio arxivats, que representen més de 300 idiomes d'almenys 28 països. Això es complementa amb un nombre important d'imatges, vídeos i fitxers de text. En total, l'arxiu conté més de 110.000 fitxers individuals (correctes a juny de 2016).
La base de dades de materials arxivats es pot cercar lliurement a través dels portals anglès i espanyol disponibles a la pàgina web d’AILLA, així com a l'Open Languages Archives Community. L'accés directe als enregistraments arxivats requereix un registre i, de vegades, necessita permís segons el que especifica el dipositant. Les descàrregues són gratuïtes.
Una gran part del projecte és la digitalització de valuosos enregistraments analògics de llengües i cultures d’Amèrica Llatina que d’altra manera es deterioraran o es perdran per sempre. Entre els investigadors els materials dels quals es troben representats en aquestes col·leccions hi ha Terrence Kaufman, Lyle Campbell, i Nora C. England.
Els enregistraments analògics es digitalitzen amb la màxima fidelitat possible per garantir un resultat d’arxius digitals d’alta qualitat. L'actual estàndard d'arxiu internacional actual per als fitxers d'àudio PCM és de resolució de 24 bits i una freqüència de mostreig de 96 kHz. AILLA utilitza el mateix estàndard per garantir que es produeixin còpies digitals de la màxima fidelitat practicable.

## Afiliacions
AILLA està finançat pel College of Liberal Arts i la University of Texas Libraries de la Universitat de Texas a Austin. L'oficina principal d'AILLA es troba a la Nettie Lee Benson Latin American Collection. Actualment, l'arxiu està dirigit per Susan Smythe Kung, Joel Sherzer, Anthony C. Woodbury, i Patience Epps.

## Altra informació
AILLA va ser fundada el 2000 per Joel Sherzer, professor emèrit del Departament de Lingüística de la Universitat de Texas a Austin. L'arxiu és membre de la Xarxa d'arxius digitals i llengües en perill d'extinció (DELAMAN). AILLA és un arxiu de registres del programa Documenting Endangered Languages de la National Science Foundation.